# Lista prezydentów Turcji

## PrezydenciTurcji
| L.P.                                                               | Prezydent (lata życia)                                             | Wizerunek                                                          | Od                   | Do                   | Partia polityczna                |
| ------------------------------------------------------------------ | ------------------------------------------------------------------ | ------------------------------------------------------------------ | -------------------- | -------------------- | -------------------------------- |
| 1                                                                  | Mustafa Kemal Atatürk (1881–1938)                                  |                                                                    | 29 października 1923 | 10 listopada 1938    | Republikańska Partia Ludowa      |
| —                                                                  | Mustafa Abdülhalik Renda Tymczasowo (1881–1957)                    |                                                                    | 10 listopada 1938    | 11 listopada 1938    | Republikańska Partia Ludowa      |
| 2                                                                  | İsmet İnönü (1884–1973)                                            |                                                                    | 11 listopada 1938    | 22 maja 1950         | Republikańska Partia Ludowa      |
| 3                                                                  | Celâl Bayar (1883–1986)                                            |                                                                    | 22 maja 1950         | 27 maja 1960         | Partia Demokratyczna             |
| Rada Bezpieczeństwa Narodowego (Przewodniczący: gen. Cemal Gürsel) | Rada Bezpieczeństwa Narodowego (Przewodniczący: gen. Cemal Gürsel) | Rada Bezpieczeństwa Narodowego (Przewodniczący: gen. Cemal Gürsel) | 27 maja 1960         | 10 października 1961 | -                                |
| 4                                                                  | Cemal Gürsel (1895–1966)                                           |                                                                    | 10 października 1961 | 2 lutego 1966        | niezależny                       |
| —                                                                  | İbrahim Şevki Atasagun Tymczasowo (1899–1984)                      |                                                                    | 2 lutego 1966        | 28 marca 1966        | niezależny                       |
| 5                                                                  | Cevdet Sunay (1899–1982)                                           |                                                                    | 28 marca 1966        | 28 marca 1973        | niezależny                       |
| —                                                                  | Tekin Arıburun Tymczasowo (1903–1993)                              |                                                                    | 28 marca 1973        | 6 kwietnia 1973      | Partia Sprawiedliwości           |
| 6                                                                  | Fahri Korutürk (1903–1987)                                         |                                                                    | 6 kwietnia 1973      | 6 kwietnia 1980      | niezależny                       |
| —                                                                  | İhsan Sabri Çağlayangil Tymczasowo (1908–1993)                     |                                                                    | 6 kwietnia 1980      | 12 września 1980     | Partia Sprawiedliwości           |
| Rada Bezpieczeństwa Narodowego (Przewodniczący: gen. Kenan Evren)  | Rada Bezpieczeństwa Narodowego (Przewodniczący: gen. Kenan Evren)  | Rada Bezpieczeństwa Narodowego (Przewodniczący: gen. Kenan Evren)  | 12 września 1980     | 9 listopada 1982     | -                                |
| 7                                                                  | Kenan Evren (1917–2015)                                            |                                                                    | 9 listopada 1982     | 9 listopada 1989     | niezależny                       |
| 8                                                                  | Turgut Özal (1927–1993)                                            |                                                                    | 9 listopada 1989     | 17 kwietnia 1993     | Partia Ojczyźniana               |
| —                                                                  | Hüsamettin Cindoruk Tymczasowo (1933– )                            |                                                                    | 17 kwietnia 1993     | 16 maja 1993         | Partia Słusznej Drogi            |
| 9                                                                  | Süleyman Demirel (1924–2015)                                       |                                                                    | 16 maja 1993         | 16 maja 2000         | Partia Słusznej Drogi            |
| 10                                                                 | Ahmet Necdet Sezer (1941– )                                        |                                                                    | 16 maja 2000         | 28 sierpnia 2007     | niezależny                       |
| 11                                                                 | Abdullah Gül (1950– )                                              |                                                                    | 28 sierpnia 2007     | 28 sierpnia 2014     | Partia Sprawiedliwości i Rozwoju |
| 12                                                                 | Recep Tayyip Erdoğan (1954– )                                      |                                                                    | 28 sierpnia 2014     | nadal urzęduje       | Partia Sprawiedliwości i Rozwoju |